# Ovan (zviježđe)
Ovan (lat. Aries, simbol , Unicode ♈) je jedno od 12 zviježđa zodijaka, pozicionirano između Riba na zapadu i Bika na istoku. 

## Zanimljivi objekti
U zviježđu Ovna nema mnogo sjajnih zvijezda. Jedine donekle sjajnije su α Ari (Hamal) i β Ari (Sharatan), a sjajnije od 4. magnitude su još i γ Ari (Mesarthim) te δ Ari (Botein). Teegardenova zvijezda, udaljena oko 12.6 s.g., jedna je od Suncu najbližih zvijezda.

## Najzanimljiviji objekti dubokog svemira
Vrlo je malo nebeskih maglica u Ovnu. Od objekata svjetlijih od m=12, tu je tek 8 galaksija: NGC 674 (katalogizirana i pod brojem NGC 697), NGC 680, NGC 691, NGC 772, NGC 821, NGC 877, NGC 972 i NGC 1156.

## Poveznice
- Astrološki znak ovan

## Vanjske poveznice
- The Deep Photographic Guide to the Constellations: Aries
- NightSkyInfo.com: Constellation Aries  Arhivirana inačica izvorne stranice od 28. veljače 2009. (Wayback Machine)